# Калина (ім'я)
Кали́на — українське ім'я, жіноча форма чоловічого імені Каленик. У старослов'янській мові мало форму Калиникиіана . Походить від грец. Καλλινική, у якій утворене зі слів καλός («гарний») та νίκη («перемога»).